# RMS Niagara
RMS Niagara byl kolesový parník třídy America společnosti Cunard Line vybudovaný roku 1847 v loděnicích Robert Steele & Co. ve skotském Greenocku. Na vodu byl spuštěn 28. července 1847 a na svoji první plavbu na trase Liverpool-Halifax-Boston se zajížďkou do New Yorku vyplul 20. května 1848.
V roce 1854 sloužil jako transportní loď v krymské válce. Pro Cunard sloužil až do roku 1866, kdy byl prodán. 6. června 1876 ztroskotal poblíž South Stacku.